# Saint-Seurin-de-Cadourne
Saint-Seurin-de-Cadourne ist eine französische Gemeinde im Département Gironde in der Region Nouvelle-Aquitaine mit 701 Einwohnern (Stand: 1. Januar 2022). Sie gehört zum Arrondissement Lesparre-Médoc und zum Kanton Le Nord-Médoc. Die Einwohner werden Bégadanais genannt.

## Geografie
Saint-Seurin-de-Cadourne liegt etwa 53 Kilometer nordnordwestlich von Bordeaux auf der Halbinsel Médoc und am Ästuar Gironde. Das Gemeindegebiet gehört zum Regionalen Naturpark Médoc. Umgeben wird Saint-Seurin-de-Cadourne von den Nachbargemeinden Saint-Yzans-de-Médoc im Norden, Saint-Ciers-sur-Gironde im Osten (am gegenüberliegenden Ufer der Gironde), Saint-Estèphe im Süden, Saint-Germain-d’Esteuil im Westen sowie Ordonnac im Nordwesten.

## Bevölkerungsentwicklung
| Jahr                       | 1962 | 1968 | 1975 | 1982 | 1990 | 1999 | 2008 | 2020 |
| Einwohner                  | 660  | 634  | 710  | 753  | 799  | 767  | 706  | 700  |
| Quellen: Cassini und INSEE |      |      |      |      |      |      |      |      |

## Sehenswürdigkeiten

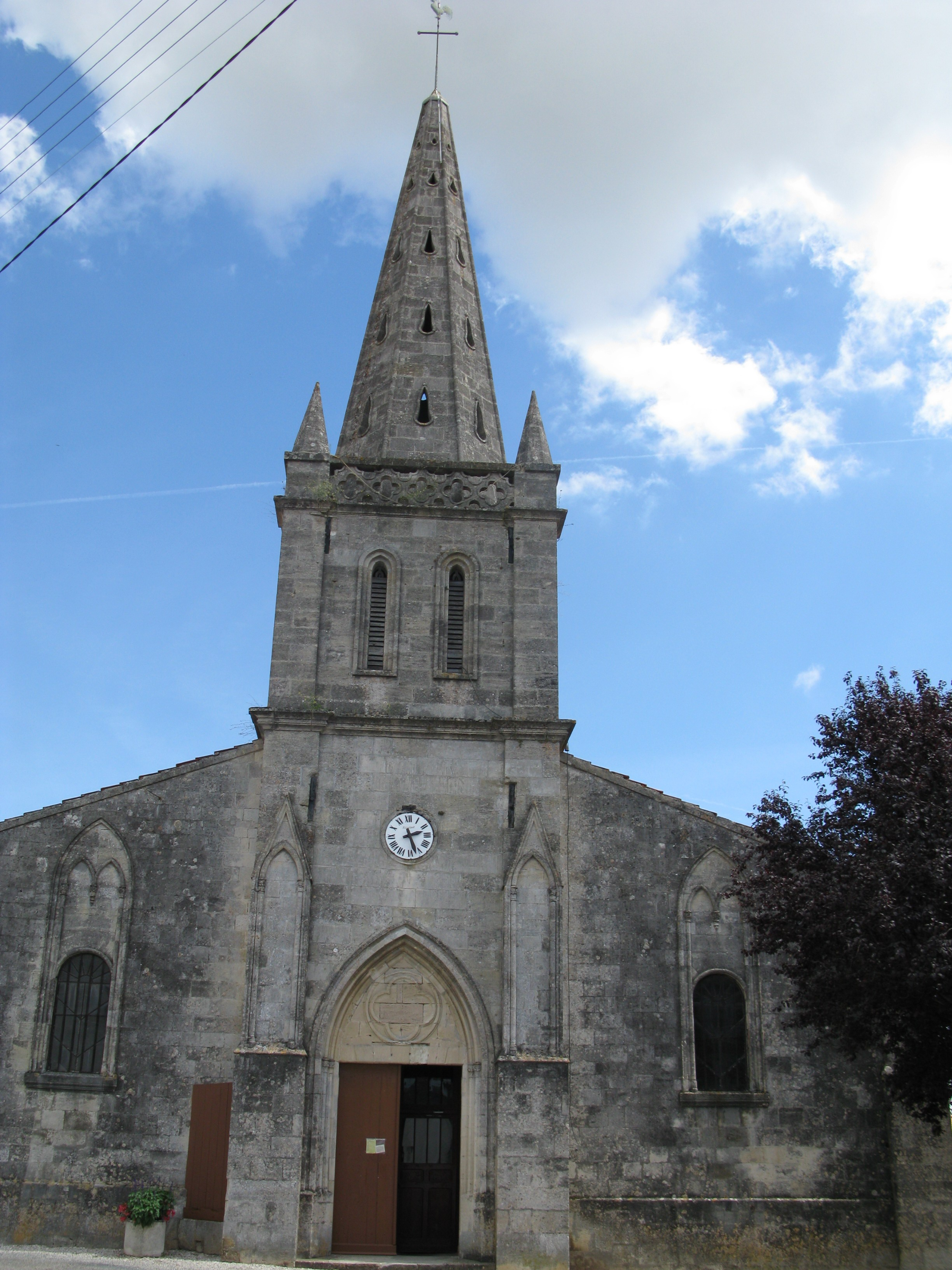
Kirche Saint-Seurin

- Kirche Saint-Seurin